# Isochromodes boarmiata
Isochromodes boarmiata là một loài bướm đêm trong họ Geometridae.